# Hans Christoph Binswanger
Pour les articles homonymes, voir Binswanger.
Hans Christoph Binswanger, né le 19 juin 1929 à Zurich et mort le 18 janvier 2018 à Saint-Gall, est un économiste et essayiste suisse.

## Biographie
Hans Christoph Binswanger travaille à l'université de Saint-Gall dans l'enseignement et la recherche à partir de 1957. Il est d'abord membre du personnel de recherche, puis devient professeur titulaire d'économie à partir de 1969. De 1977 à 1979, il est doyen du département d'économie. De 1980 à 1992, il est directeur général de l'Institut d'Économie (FGN-HSG), puis devient directeur de l'Institut de l'économie et de l'environnement (IWÖ-HSG), qu'il a lui-même fondé. Par ailleurs, il est responsable des contacts avec l'Université d'économie et des affaires de Vienne, qui l'a nommé sénateur honoraire en 1995,.
Il est membre de l'association Ecopop, dont la ligne de pensée est que la croissance économique, démographique et de la consommation sont trois menaces pour l'environnement et donc à combattre.
Hans Christoph Binswanger propose un modèle économique de développement durable, différend du modèle dominant basé sur la croissance et la consommation.
Il a soutenu le lancement de l'Initiative populaire « Pour une monnaie à l’abri des crises : émission monétaire uniquement par la Banque nationale ! (Initiative Monnaie pleine) ».

## Publications(de)
- Die europäische Wirtschaftsintegration durch partielle Unionen. Mit besonderer Berücksichtigung der Kohle- und Stahlindustrie. Dissertation. Keller, Winterthur 1957
- Markt und internationale Währungsordnung. Ein Beitrag zur Integration von allgemeiner Gleichgewichtstheorie und monetärer Theorie. Mohr, Tübingen 1969
- avec Hans Mayrzedt, Europapolitik der Rest-EFTA-Staaten. Österreich, Schweden, Schweiz, Finnland, Island, Portugal., Schulthess Polygraphischer Verlag, Zürich 1972
- (Hrsg.) : Die europäische Agrarpolitik vor neuen Alternativen. Haupt, Berne/Stuttgart 1977,  (ISBN 3-258-02548-7)
- avec Werner Geissberger & Theo Ginsburg (Hrsg.), Der NAWU-Report: Wege aus der Wohlstandsfalle. Strategien gegen Arbeitslosigkeit und Umweltkrise. S. Fischer, Francfort 1978,  (ISBN 3-10-006401-1) ; Taschenbuchausgabe, Wege aus der Wohlstandsfalle. Der NAWU-Report, Strategien gegen Arbeitslosigkeit und Umweltkrise., ebd. 1979,  (ISBN 3-596-24030-1)
- Eigentum und Eigentumspolitik. Ein Beitrag zur Totalrevision der Schweizerischen Bundesverfassung., Schulthess Polygraphischer Verlag, Zürich 1978,  (ISBN 3-7255-1879-3)
- avec Holger Bonus & Manfred Timmermann, Wirtschaft und Umwelt. Möglichkeiten einer ökologieverträglichen Wirtschaftspolitik., Kohlhammer, Stuttgart [u.a.] 1981,  (ISBN 3-17-007353-2)
- Geld und Wirtschaft im Verständnis des Merkantilismus. in Fritz Neumark (Hrsg.) : Studien zur Entwicklung der ökonomischen Theorie II. Geschichte merkantilistischer Ideen und Praktiken., Duncker et Humblot, Berlin, 1982,  (ISBN 3-428-05110-6)
- avec Heinz Frisch, Hans G. Nutzinger, Bertram Schefold, Gerhard Scherhorn, Udo E. Simonis & Burkhard Strümpel, Arbeit ohne Umweltzerstörung. Strategien für eine neue Wirtschaftspolitik.,une publication de Bund für Umwelt und Naturschutz Deutschland e. V. (BUND), S. Fischer, Francfort, 1983,  (ISBN 3-10-006403-8); überarbeitete Fassung als Taschenbuch ebd. 1988,  (ISBN 3-596-24189-8)
- Geld und Magie. Deutung und Kritik der modernen Wirtschaft anhand von Goethes Faust., postface d'Iring Fetscher, édition Weitbrecht, Stuttgart 1985,  (ISBN 3-522-70140-2) ; zweite vollständig überarbeitete Ausgabe, Geld und Magie. Eine ökonomische Deutung von Goethes Faust. Murmann, Hambourg 2005,  (ISBN 3-938017-25-2)
- Johann Georg Schlosser, Theorie der imaginären Bedürfnisse. Ein Beitrag zur deutschen Nationalökonomie jenseits von Physiokratie und Klassik. in Harald Scherf (Hrsg.) : Studien zur Entwicklung der ökonomischen Theorie V. Deutsche Nationalökonomie zu Beginn des 19. Jahrhunderts., Duncker und Humblot, Berlin, 1986,  (ISBN 3-428-05913-1)
- Geld und Natur. Das wirtschaftliche Wachstum im Spannungsfeld zwischen Ökonomie und Ökologie., édition Weitbrecht, Stuttgart/Vienne, 1992,  (ISBN 3-522-70450-9)
- Goethe als Ökonom. Chancen und Gefahren der modernen Wirtschaft im Spiegel von Goethes Dichtung. in Bertram Schefold (Hrsg.) : Studien zur Entwicklung der ökonomischen Theorie XI. Die Darstellung der Wirtschaft und der Wirtschaftswissenschaften in der Belletristik., Duncker et Humblot, Berlin 1992,  (ISBN 3-428-07345-2)
- avec Paschen von Flotow (Hrsg.) : Geld & Wachstum. Zur Philosophie und Praxis des Geldes., édition Weitbrecht, Stuttgart/Vienne, 1994,  (ISBN 3-522-71670-1)
- Zukunftsfähiges Wirtschaften und ökologische Steuerreform. in Frank Biermann, Sebastian Büttner & Carsten Helm (Hrsg.) : Zukunftsfähige Entwicklung. Herausforderung an Wissenschaft und Politik. Festschrift für Udo E. Simonis zum 60. Geburtstag., édition Sigma, Berlin, 1997,  (ISBN 3-89404-174-9), S. 85–98
- Die Glaubensgemeinschaft der Ökonomen. Essays zur Kultur der Wirtschaft., Gerling-Akademie-Verlag, Munich, 1998,  (ISBN 3-932425-06-5)
- Die Wachstumsspirale. Geld, Energie und Imagination in der Dynamik des Marktprozesses., Metropolis-Verlag, Marbourg, 2006,  (ISBN 3-89518-554-X)
  - Buchbeschreibung und Rezensionen
  - Der Zwang zum Wachstum, Rezension de Christoph Fleischmann, Forum Buch in SWR2, 12 août 2006
- König Midas: Wird alles zu Gold? Geld und Wachstum in Alexander Karmann & Joachim Klose (Hrsg.) : Geld regiert die Welt? Wirtschaftliche Reflexionen., Metropolis, Marbourg, 2006,  (ISBN 3-89518-556-6), pp. 251–266
- Vorwärts zur Mäßigung. Perspektiven einer nachhaltigen Wirtschaft., Murmann, Hambourg, 2009,  (ISBN 978-3-86774-072-2)
  - Das Wachstum bremsen, Rezension von Christoph Fleischmann, 3 mai 2010
  - Vowärts zur Mäßigung, Rezension in der Zeitschrift Zeit-Fragen, 12 avril 2010